# Nothofagus rutila
Nothofagus rutila là một loài thực vật có hoa trong họ Nothofagaceae. Loài này được Ravenna mô tả khoa học đầu tiên năm 2000.

## Hình ảnh

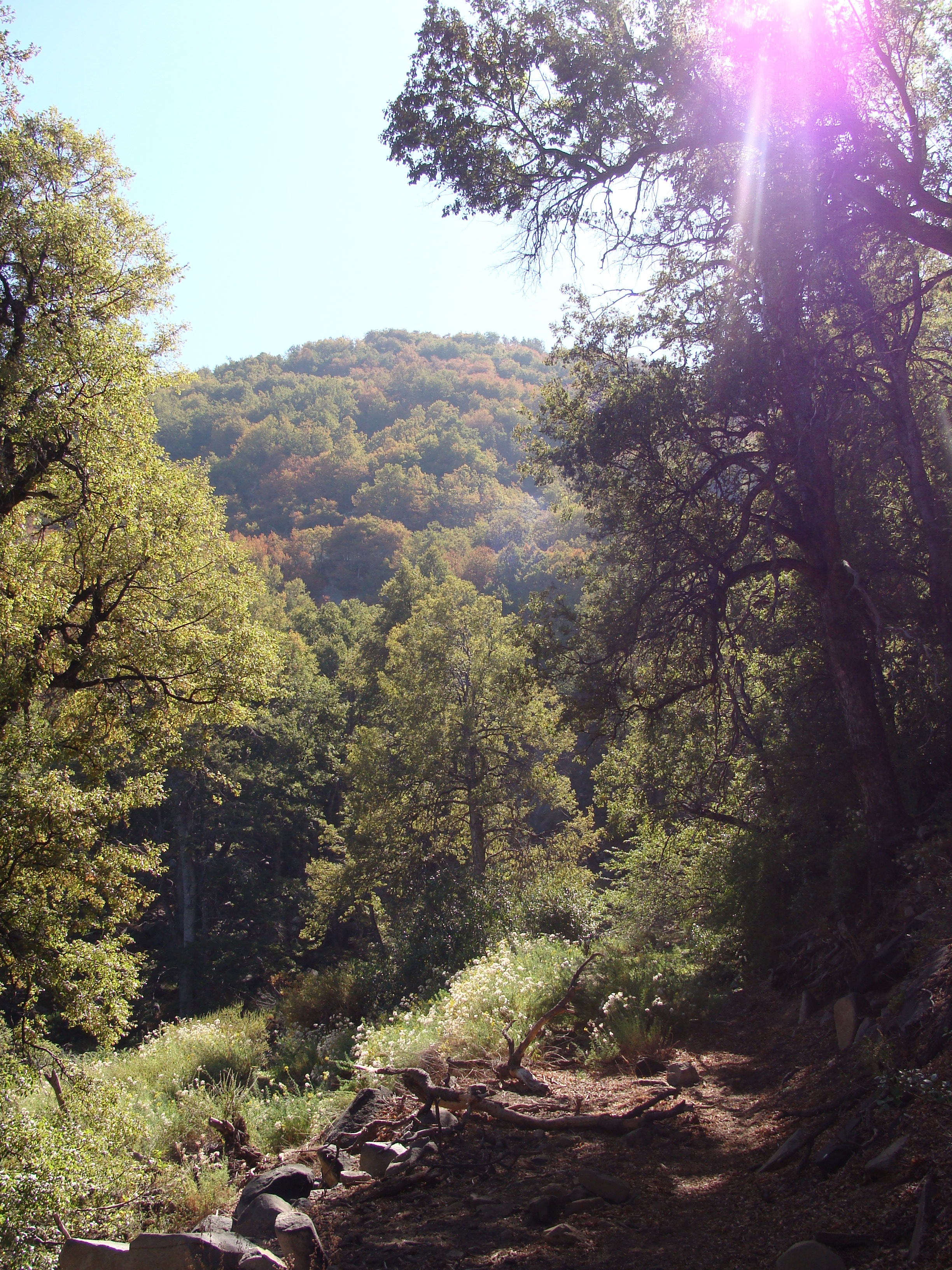
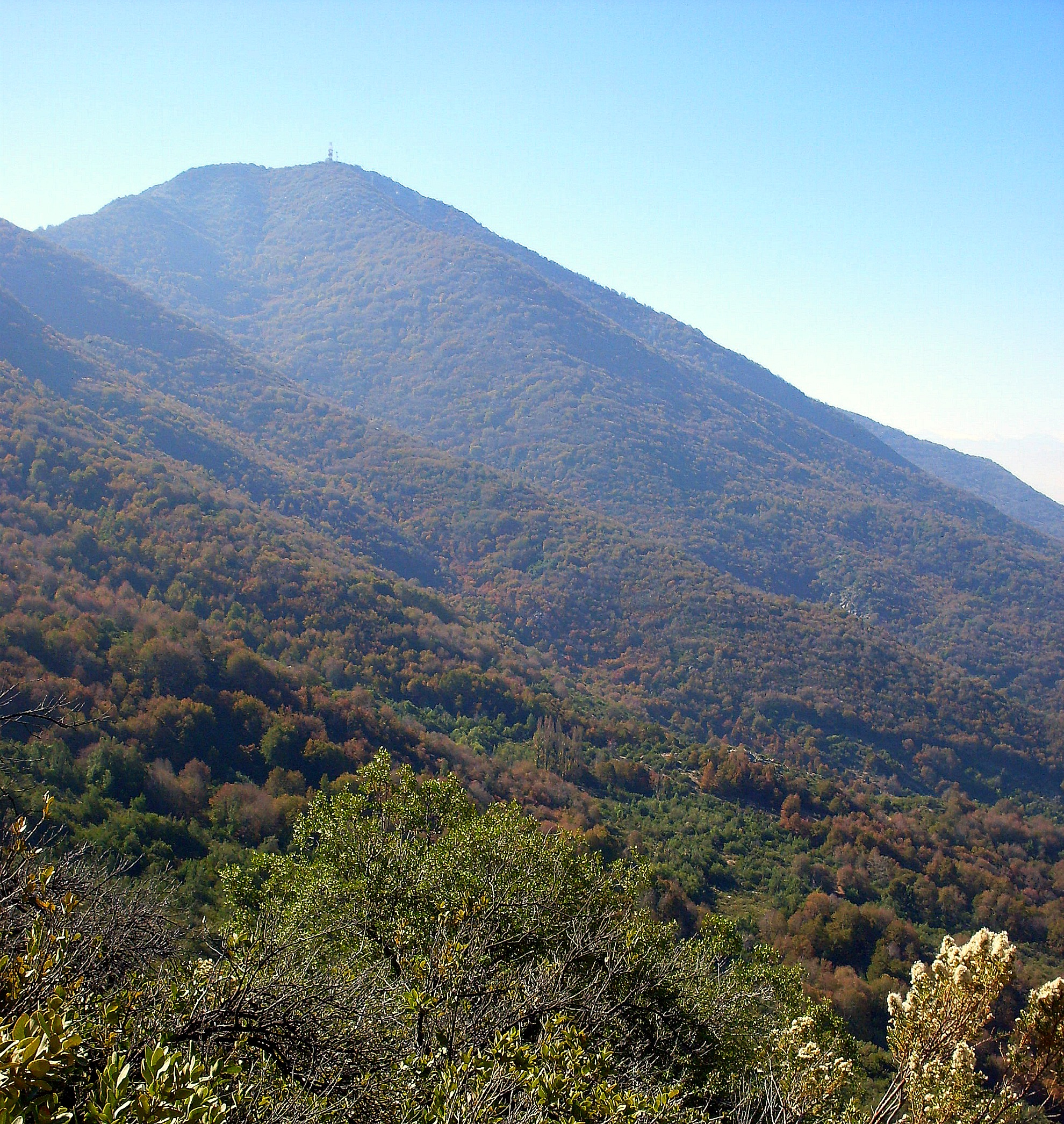